# Egypte op de Olympische Winterspelen 1984
Tijdens de Olympische Winterspelen van 1984, die in Sarajevo (Joegoslavië) werden gehouden, nam Egypte voor de eerste keer deel.

## Deelnemers en resultaten

### Alpineskiën
| Olympiër       | Discipline       | Resultaat | Prestatie                          |
| -------------- | ---------------- | --------- | ---------------------------------- |
| Jamil El Reedy | afdaling (m)     | 60e       | 3.13,86 (+1.28,27)                 |
| Jamil El Reedy | reuzenslalom (m) | dnf-1     | opgave run 1                       |
| Jamil El Reedy | slalom (m)       | 46e       | 2.56,93 (+1.17,52) 1.30,56+1.26,37 |

Andorra · Argentinië · Australië · België · Bolivia · Bondsrepubliek Duitsland · Britse Maagdeneilanden · Bulgarije · Canada · Chili · China · Chinees Taipei · Costa Rica · Cyprus · Duitse Democratische Republiek · Egypte · Finland · Frankrijk · Griekenland · Groot-Brittannië · Hongarije · IJsland · Italië · Japan · Joegoslavië · Libanon · Liechtenstein · Marokko · Mexico · Monaco · Mongolië · Nederland · Nieuw-Zeeland · Noord-Korea · Noorwegen · Oostenrijk · Polen · Puerto Rico · Roemenië · San Marino · Senegal · Sovjet-Unie · Spanje · Tsjecho-Slowakije · Turkije · Verenigde Staten · Zuid-Korea · Zweden · Zwitserland